# Paters van het Heilig Hart van Jezus van Bétharram

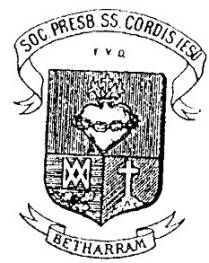

De katholieke congregatie van de Paters van het Heilig Hart van Jezus van Bétharram, kortweg Bétharram (Latijn: Sacerdotes Sancti Cordis Iesu de Betharram) (C.S.J.) werd in 1835 opgericht door de Baskische priester Michel Garicoïts (1797-1863) (heilig verklaard in 1947) in het Franse Bétharram.
In Europa waren de paters voorheen vooral actief in het onderwijs, maar door de veranderende maatschappij is men nu ook actief in parochies, geestelijk adviseur (kapelaanschappen) en onder specifieke doelgroepen, de "nieuwe armen". Buiten Europa ligt de nadruk meer op het ondersteunend werk in parochies en het verbeteren van de leefomstandigheden van de armen door middel van scholen en ziekenzorg.

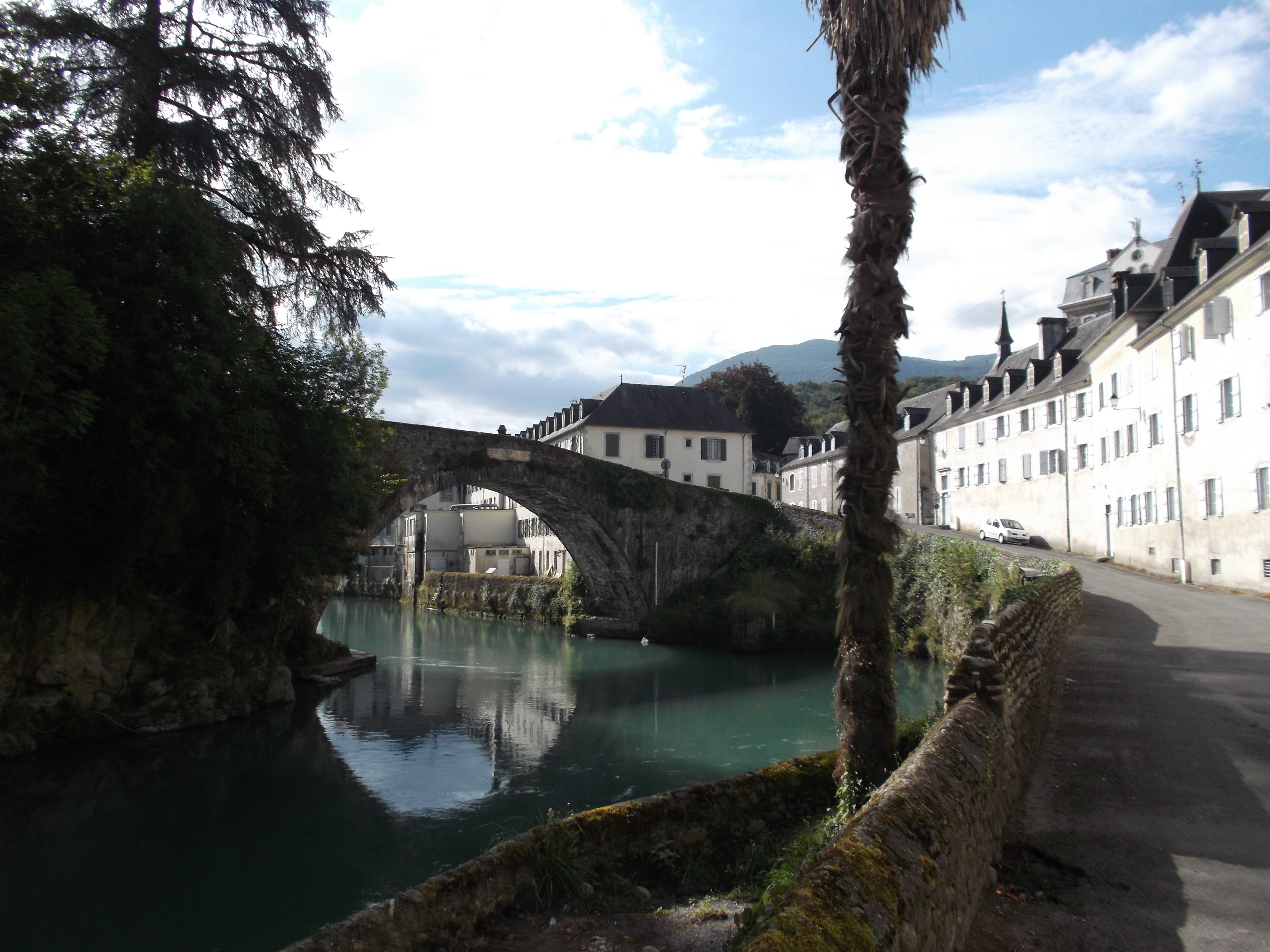
Abdij en kerk Bétharram

De leden leven samen in kleine gemeenschappen van 3 of 4 personen in Argentinië, Brazilië, Centraal-Afrikaanse Republiek, Frankrijk, Groot-Brittannië, India, Israël, Italië, Ivoorkust, Jordanië, Palestina, Paraguay, Spanje, Thailand en Uruguay.

## Notre-Dame de Bétharram
De congregatie beheerde ook Notre-Dame de Bétharram, een katholieke middelbare school die sedert 2009 Le Beau Rameau heet. De instelling kwam in 2024 in opspraak na tientallen klachten wegens kindermisbruik en kindermishandeling, van eind de jaren 1950 tot de jaren 2010.